# サンアソウ科

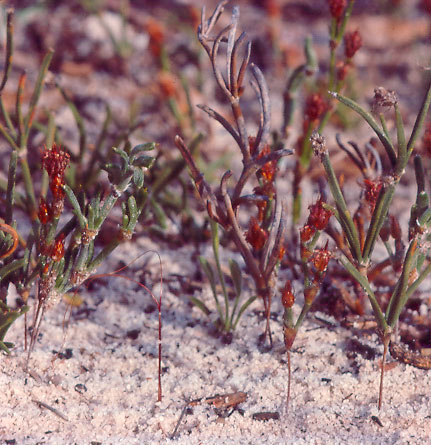
Alexgeorgea

サンアソウ科（サンアソウか、Restionaceae）は単子葉植物の科。
すべて多年草からなる。細長い葉を叢生し、見かけはイネ科などに似る。短い地下茎を持つ種や、イネ科に似た珪酸体を含む種もある。花は両性または単性で穂状花序につく。花被は3または6、雄蕊は2または3、子房上位。果実は堅果または蒴果、1または3個の種子を含む。
40-50属、400-500種ほどからなるやや大きい科である。おもに南半球の熱帯・亜熱帯、南アフリカ、マダガスカル、オーストラリア、ニュージーランド、インドシナ、チリなどに分布し、特に南アフリカと西オーストラリアに多い。日本には自生しない。中国ではただ1種、Leptocarpus disjunctus が海南島の三亜付近に自生し、和名で三亜草（サンアソウ、中国名は薄果草）と呼ばれ科名のもとになっている。南アフリカ原産の高さ2-3メートルで竹のようになるものもあり、観賞用に栽培されることもある。
クロンキスト体系ではサンアソウ目としたが、APG植物分類体系ではイネ目に入れ、その中でイネ科にやや近いグループとしている。
2016年に改定されたAPG IVでは、旧アナルトリア科・旧カツマダソウ科の属についても本科に含めることになった。

## 下位分類
35属 (Watson, Dallwitz & 1992 onwards) ないし58属 (Stevens & 2001 onwards) を含める。下記はDallwitzのものである。
Alexgeorgia, Anthochortus, Askidiosperma, Calopsis, Cannomois, Ceratocaryum, Chaetanthus, Chondropetalum, Coleocarya, Dielsia, Dovea, Elegia, Empodisma, Harperia, Hopkinsia, Hydrophilus, Hypodiscus, Hypolaena, Ischyrolepis, Lepidobolus, Leptocarpus, Lepyrodia, Loxocarya, Lyginia, Mastersiella, Meeboldina, Nevillea, Onychosepalum, Platycaulos, Restio, Rhodocoma, Sporadanthus, Staberoha, Thamnochortus, Willdenowia, Winifredia
2005年、MolineとLinderにより、Chondropetalum と Dovea が Elegia に内包されると判明して統合された